# Nyströmsmyrtjärnen
Nyströmsmyrtjärnen är en sjö i Piteå kommun i Norrbotten och ingår i Piteälvens huvudavrinningsområde.